# Arthur F. Wright
Arthur Frederick Wright (3 décembre 1913 – 11 août 1976) est un historien et sinologue américain. Il est professeur d'histoire à l'Université Yale. Il est spécialisé dans l'histoire sociale et intellectuelle chinoise de la période pré-moderne.

## Biographie
Il obtient des diplômes à l'Université Stanford et à l'Université d'Oxford puis étudie à Harvard. Il obtient une maîtrise en 1940 et un doctorat en 1947.
Wright et son épouse, Mary C. Wright, rejoignent la faculté de l'Université de Stanford en 1947 et tous deux sont nommés professeurs titulaires en 1958. En 1959, Wright et sa femme rejoignent la faculté de Yale. En 1961, Wright devient professeur d'histoire Charles Seymour à Yale.

## Publications
- Studies in Chinese Thought (1953)
- Buddhism in Chinese History (1957)
- Confucian Personalities, Stanford University Press, 1962 (ISBN 1-896951-88-0, lire en ligne)
- Confucianism and Chinese civilization (1964)
- Perspectives on the Tʻang (1973)
- The Sui Dynasty (1978) (sur la Dynastie Sui)
- The Confucian Persuasion (1980)
- Studies in Chinese Buddhism (1990)